# Рой, Эдвард Джеймс
Эдвард Джеймс Рой (англ. Edward James Roye; 3 февраля 1815, Ньюарк, Огайо, США — 12 февраля 1872, по другим данным 11 февраля) — пятый президент Либерии.
Родился в семье преуспевающих бизнесменов. Получил образование в университете Огайо в Атенс, а в 1846 году покинул США и переселился в Либерию, где открыл свою купеческую лавку. С 1849 года Рой начал свою политическую деятельность.
Он выступал в палате представителей и работал главным судьёй в верховном суде Либерии. Постепенно усиливая свои позиции, в 1870 году он стал первым чернокожим президентом страны. В период его президентства разразился финансовый кризис, и его оппоненты, воспользовавшись этим, в 1871 году свергли Роя с помощью армии.

## Эмиграция вЛиберию
В 1846 году, привлечённый обещаниями Американского общества, о колонизации и переселении афроамериканцев в колонию Либерии в Западной Африке, Рой эмигрировал в колонию со своей семьёй в возрасте 31 года. Там он основал бизнес в качестве торговца. В следующем году колония обрела независимость. В течение трёх лет после его прибытия, Рой стал активным в либерийской политике, выступая в качестве политика и общественного деятеля в 1849—1850 годах оказался в либерийской Палате правительства, а также стал главным судьёй Верховного суда Либерии.

### Финансовые проблемы
В 1871 году Рой поручил спикеру Палаты представителей Уильяму Спенсеру Андерсону вести переговоры о новом займе от британских финансистов. Андерсон получил 500 000 долларов на строгих условиях от генерального консула Великобритании Дэвида Чайнери, но был подвергнут жёсткой критике и в конце концов арестован. На следующий год Андерсона, по-видимому, судили за участие в обеспечении кредита. Он был признан невиновным, но его застрелили, когда он выходил из здания суда.

### Конец президентства
Рой был отстранён от президентства 26 октября 1871 года, некоторые его приближенные люди называли его отстранение государственным переворотом. Обстоятельства, связанные с его отстранением от должности, однако, остаются неясными и весьма пристрастными. Известно лишь, что он провёл в тюрьме несколько месяцев после своего изгнания и вскоре умер при столь же загадочных обстоятельствах. Его необоснованные кредиты от Британии, а также опасения Республиканской партии, что он планирует отменить предстоящие президентские выборы, были одними из причин его вынужденного отстранения.

## Смерть
Никаких конкретных исторических данных о дате и обстоятельствах смерти Роя нет. По разным данным, он был убит 11 или 12 февраля 1872 года. Согласно другой версии, он утонул 12 февраля 1872 года, пытаясь добраться до британского корабля в гавани Монровии. Портрет президента Роя в галерее президентского особняка в Монровии отмечает, что дата его смерти — 11 февраля 1872 года.